# Lohengrin (opera)
Lohengrin (AFI: /ˈloːənɡrin/) è un'opera romantica tedesca scritta e composta da Richard Wagner; si tratta della sua sesta composizione di questo genere in ordine cronologico. Ne è la fonte il poema epico medievale tedesco Parzival di Wolfram von Eschenbach. Lohengrin, il cavaliere del cigno, uno dei custodi del Santo Graal, è infatti figlio di Parsifal, mitico cavaliere della Tavola rotonda, a sua volta protagonista dell'ultimo dramma di Wagner, scritto trent'anni dopo.
La prima rappresentazione si tenne a Weimar nel 1850 e fu curata da Franz Liszt, amico e sostenitore (e futuro suocero) di Wagner, all'epoca in esilio perché coinvolto nei moti del 1849.
La prima italiana (che fu anche il debutto assoluto di un'opera di Wagner sulle scene nazionali) si svolse invece nel 1871 a Bologna.
Fra i brani più noti dell'opera si può citare il celebre coro nuziale, all'inizio dell'ultimo atto, ancora oggi eseguito in occasione delle cerimonie nuziali.

## Periodo di composizione

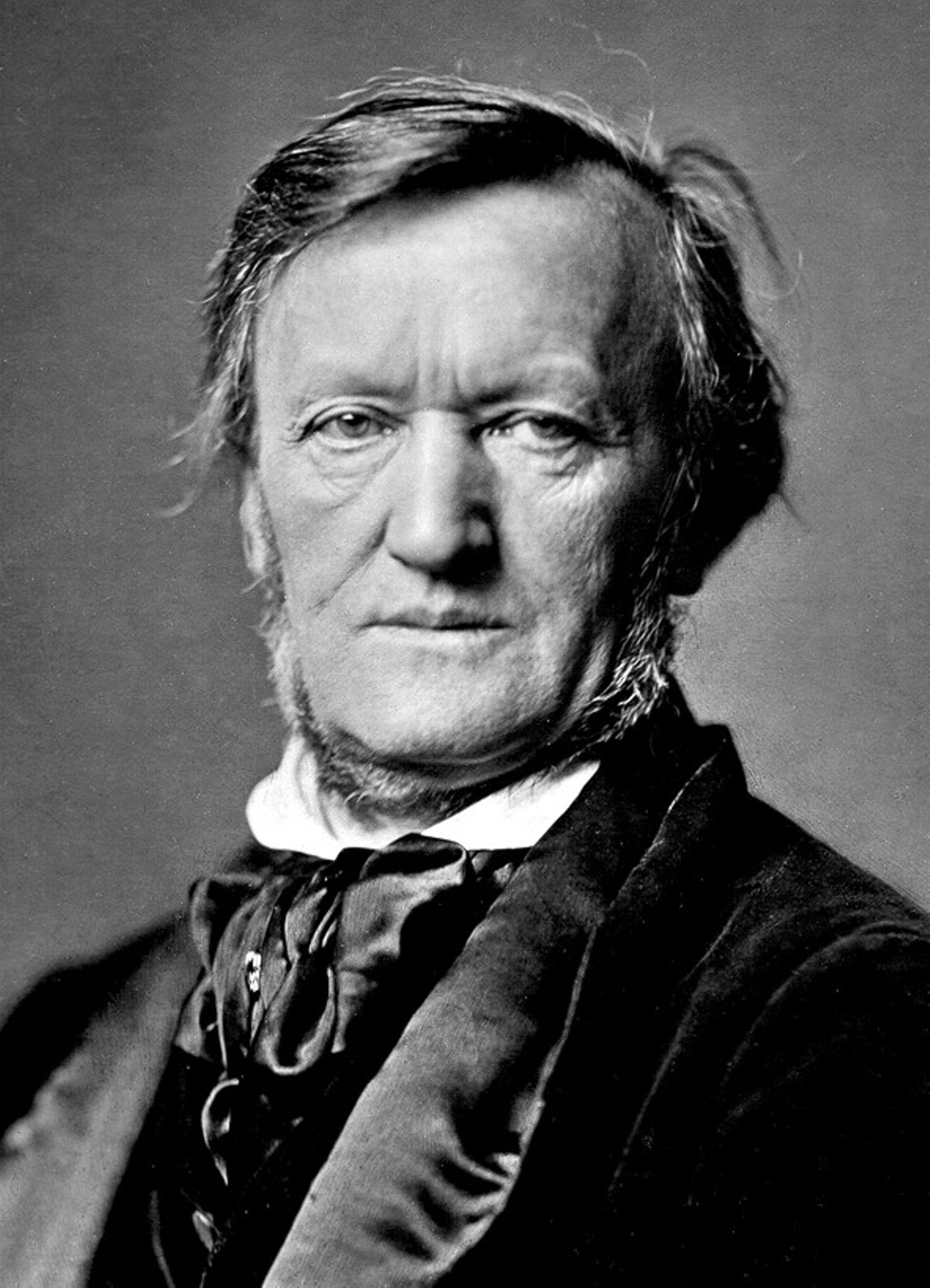
Richard Wagner

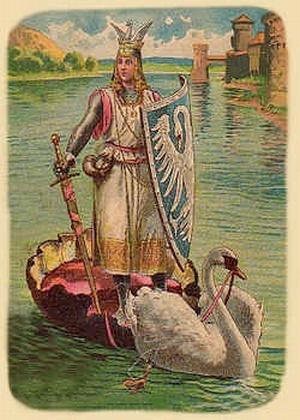
Lohengrin in una cartolina di inizio Novecento

Considerato l'ultimo dei lavori giovanili di Wagner, Lohengrin è da ascrivere a un periodo di profonda insicurezza della vita del compositore. Dopo il trionfo ottenuto alcuni anni prima col tradizionale Rienzi, ancora legato agli stilemi della grand opéra, Wagner aveva sperato di condurre facilmente l'entusiasmo del pubblico verso la sua grande rivoluzione artistica, già inaugurata nella stesura de L'olandese volante e del Tannhäuser, ma l'insuccesso riscontrato con queste due opere aveva arrestato e rimesso in discussione i vari progetti compositivi.

Scrisse a tale proposito: 
(Richard Wagner)
Venuto a conoscenza della leggenda del cavaliere del cigno a Parigi, nel 1841, Wagner ebbe l'idea per il libretto del Lohengrin nell'estate del 1845, durante un soggiorno presso le terme a Marienbad, in Boemia. In pochi giorni stese in prosa l'intero progetto e anche alcuni passaggi chiave del libretto, terminato nell'autunno di quell'anno. Nel novembre lesse in pubblico il testo, suscitando un'impressione assai favorevole negli amici Julius Schnorr von Carolsfeld e Friedrich Pecht. Critico fu invece Robert Schumann, che riteneva il soggetto impossibile da mettere in musica.
La musica fu composta tra i mesi estivi del 1846 e la primavera 1848, durante l'ultimo periodo di permanenza del compositore a Dresda, dove deteneva l'incarico di direttore del Teatro di corte. Consapevole delle difficoltà che sarebbero sorte nel secondo atto, l'autore cominciò la composizione del terzo e poi del primo, lasciando per ultimi il secondo atto e il preludio dell'opera, portata a termine il 28 aprile 1848.
Nel settembre dello stesso anno diresse un'esecuzione in forma di concerto del finale del primo atto.

## Fonti

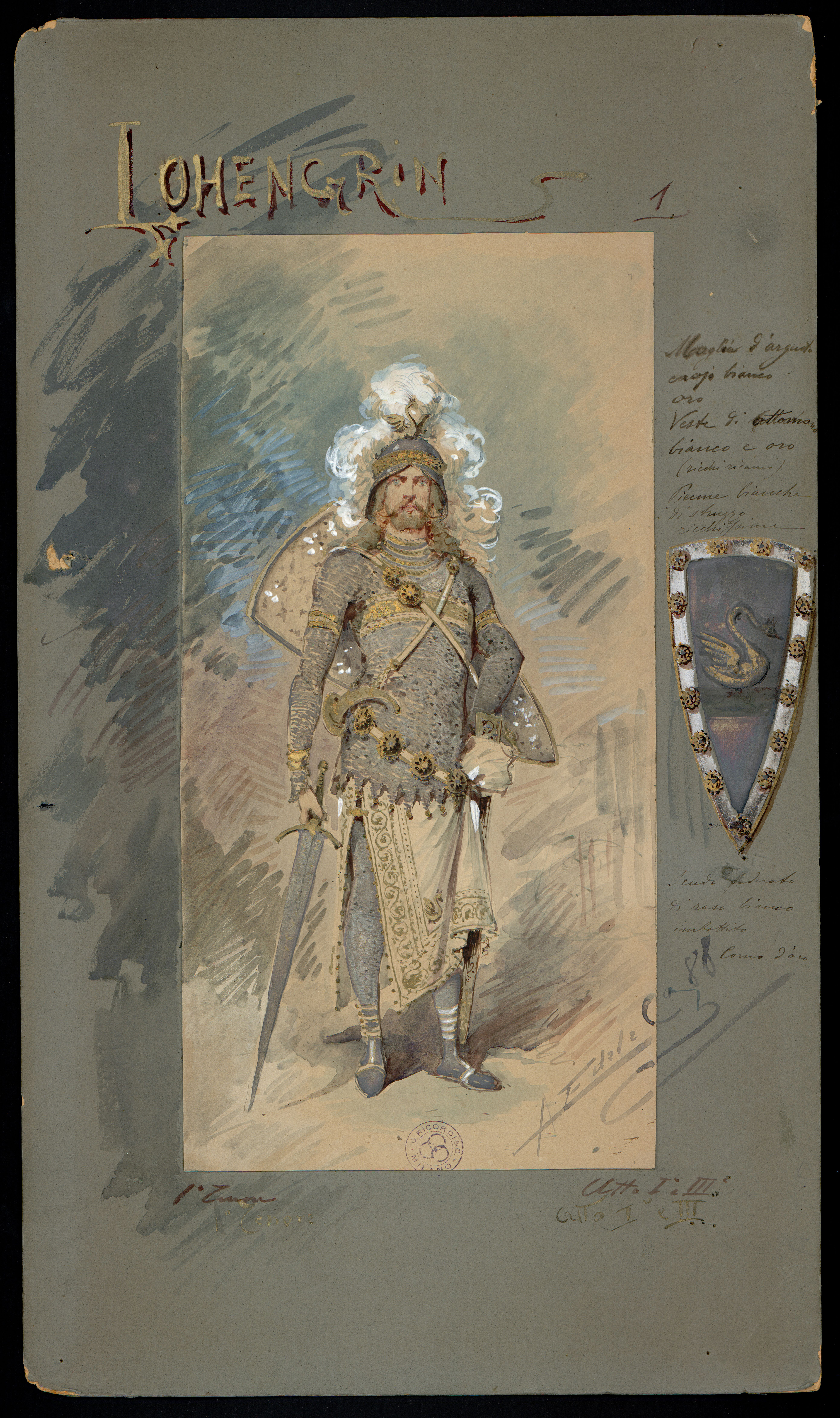
Lohengrin (tenore), figurino per Lohengrin atto 1, 3 (1888).
Archivio Storico Ricordi

### Riferimenti storici
La vicenda storica che fa da sfondo all'opera è l'arruolamento, nei pressi di Anversa, nel ducato di Brabante, dell'esercito che re Enrico I di Sassonia l'Uccellatore (876 – 936) volle opporre all'invasore ungaro. Il sovrano riuscì a catturare un nobile magiaro e a ottenere, con la corresponsione di tributi, una tregua decennale (926). Il periodo di pace fu sfruttato per costruire fortezze (fatto richiamato anche nel libretto dell'opera), armare un numeroso esercito con cavalleria pesante e assoggettare le tribù slave insediate a est dell'Elba. Molte di queste fortificazioni divennero in seguito città, motivo per cui Enrico è spesso detto "il fondatore".

Il re, nell'opera, si rivolge al popolo tedesco, affinché sia salvaguardata l'unità dell'impero di fronte alla minaccia delle "orde dell'est": 
(Lohengrin, atto I, scena I)
Quest'immagine di Enrico I quale unificatore della Germania deriva da una letteratura che risale a Friedrich Ludwig Jahn e culmina, successivamente al periodo di composizione dell'opera, con il ritratto-immedesimazione del sovrano operato dal gerarca nazista Heinrich Himmler. Secondo costoro fu Enrico I, e non Carlo Magno, il fondatore dello stato-nazione tedesco. Himmler si spinse oltre, considerando la missione delle SS un'eredità del sovrano sassone.

Il fatto che l'unità del popolo tedesco sia invocata in opposizione ad un nemico e che esso sia indicato con la generica espressione "popoli dell'est", conferisce all'opera elementi militaristi e nazionalisti che costituiscono in parte un problema per il pubblico moderno. Più volte infatti, successivamente al periodo di composizione dell'opera, la Germania diresse le proprie mire espansionistiche verso paesi "a est", come le attuali Polonia e Russia.
Wagner ebbe modo di consultare vari trattati, tra i quali Sulla contesa della Wartburg (Über den Krieg von Wartburg, 1838) di Christian Theodor Ludwig Lukas, gli studi di Jacob Grimm, Antichità legali tedesche (Deutsche Rechtsaltertümer, 1828), Antica saggezza (Weisthümer), oltre che Lo Stato delle Fiandre e la storia del diritto fino all'anno 1305 (Flandrische Staats - und Rechtsgeschichte bis zum Jahr 1305), opera di entrambi i fratelli Grimm.

### Fonti letterarie
Un misterioso cavaliere appare nell'ultimo capitolo del poema epico medievale Parzival, di Wolfram von Eschenbach. L'eroe giunge su una barca trainata da un cigno per soccorrere la duchessa di Brabante. Salvato l'onore della fanciulla e ottenutane la mano, le pone una condizione: ella non dovrà mai chiedere il suo nome, se il divieto verrà violato dovrà infatti abbandonarla.
Il cavaliere sarà alla fine costretto a rivelare il proprio nome: egli è Lohengrin, secondogenito del Re del Sacro Graal, Parzival.

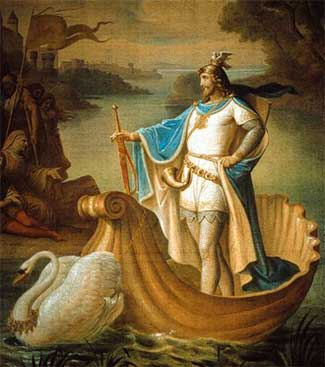
L'arrivo di Lohengrin nella navicella condotta da un cigno, dipinto di August von Heckel per la sala da pranzo del castello di Neuschwanstein (particolare).

Wagner trasse il proprio personaggio dal poema di Eschenbach, oltre che dal poema turingo-bavarese Lohengrin, ein altteutsches Gedicht (nell'edizione del 1813 curata da Johann Joseph von Görres) e dallo Schwanenritter (Cavaliere del Cigno) di Konrad von Wurzburg. Sfogliò inoltre Mitologia tedesca (Deutsche Mythologie) e Saghe germaniche (Deutsche Sagen) dei fratelli Grimm.
La “disputa fra le regine”, episodio tratto dal Nibelungenlied, fu invece alla base del confronto tra Elsa e Ortruda alla fine del secondo atto.
Degna di nota è anche l'influenza, riconosciuta dal compositore stesso, di elementi tipici del mito e della tragedia greca:
(Richard Wagner)
Le diverse fonti, storiche e letterarie, fornirono a Wagner solo la trama di base. Tratti alcuni fili conduttori delle leggende medievali, circostanziati e collocati in un preciso momento storico, il compositore si disse infatti alla ricerca del “vero nocciolo dell'esistenza umana”:
(Richard Wagner)

## Organico orchestrale
La partitura di Wagner prevede l'utilizzo di:
- 3 flauti, 1 ottavino
- 2 oboi
- 1 corno inglese
- 2 clarinetti

- 2 fagotti
- 4 corni
- 3 trombe
- 3 tromboni
- 1 tuba

- timpani
- grancassa, piatti, triangolo
- tamburello, tamburo
- 4 arpe
- archi

Prevede, inoltre, da suonare fuori dalla buca:
- 3 corni, 12 trombe, 3 tromboni, 1 tuba, rullante, tamburo militare, organo[21].

## Trama
L'opera si svolge ad Anversa, sulle rive del fiume Schelda, nel X secolo.

### Antefatto
L'anziano duca del Brabante ha affidato i suoi due eredi – Elsa e Goffredo – alla tutela del conte Federico di Telramondo. Federico avrebbe dovuto sposare Elsa ma, subendone il rifiuto, ha sposato la discendente di una stirpe di principi pagani, Ortruda, le cui divinità sono dotate di poteri magici. Per vendicare l'affronto subìto dal marito e per ereditare il ducato, Ortruda ha tramutato Goffredo in un cigno convincendo Federico ad accusare Elsa di fratricidio.

### Atto I
Scena 1ª In un prato lungo la sponda della Schelda, re Enrico invita i nobili brabantini a difendersi dalla minaccia degli ungari. La battaglia è prevista entro due giorni e chiede l'appoggio del conte di Telramondo – "modello di virtù" – per ristabilire la pace. Il re annuncia poi il secondo motivo della propria venuta: decidere riguardo all'accusa di fratricidio mossa da Federico contro Elsa. La fanciulla, in preda a un sogno perverso avrebbe ucciso Goffredo allo scopo di regnare sul Brabante con un amante segreto.

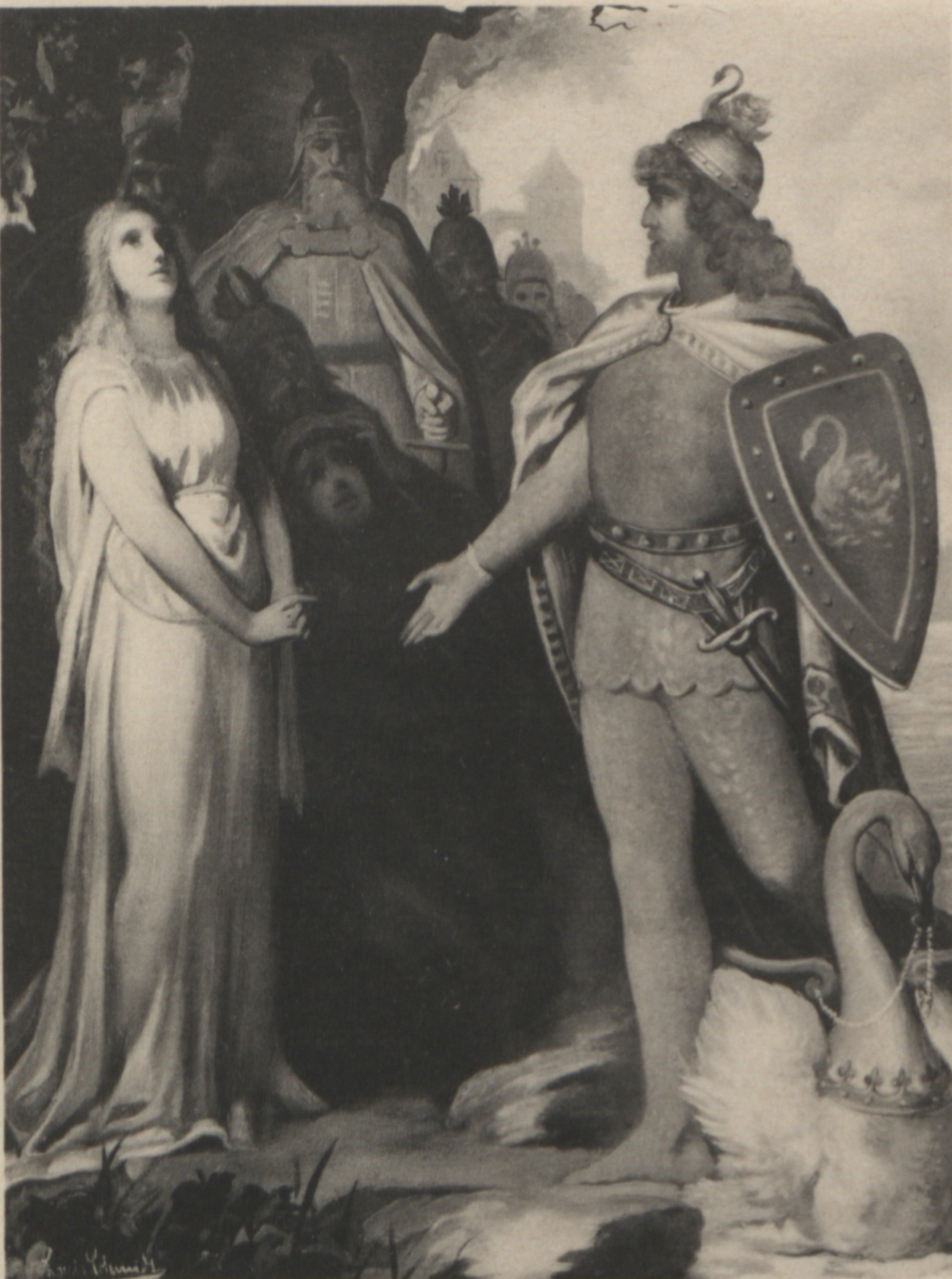
L'arrivo di Lohengrin, primo atto.

Scena 2ª Chiamata dall'araldo, Elsa compare tra la fila dei cavalieri e, a testa bassa, avanza verso il Re. Tutti restano colpiti dal suo candore e dalla sua timidezza, chiedendosi se davvero il suo cuore sia colpevole delle terribili accuse mossele dal conte. La ragazza racconta un sogno straordinario, in cui un cavaliere sconosciuto sarebbe arrivato dal nulla per salvarla. Nonostante ciò, tra i presenti, nessuno osa sfidare il valoroso Federico di Telramondo e la chiamata del Re rimane sospesa nel vuoto:
"Chi, in nome di Dio, vuole difendere Elsa di Brabante?"
Anche la seconda chiamata non ottiene alcuna risposta. Elsa intona una breve preghiera accompagnata da un coro di donne – "Signore, aiutala! Dio signore, ascoltaci!". Allora si scorge in lontananza una barca trainata da un cigno, al cui interno è un uomo dall'armatura d'argento. Dopo alcuni attimi di meraviglia ("Vedete! Vedete! Quale singolare miracolo! Come? Un cigno?"), il cavaliere del sogno è viva realtà.
Scena 3ª Sulle medesime note del preludio, Lohengrin saluta il cigno e promette ad Elsa il suo amore, a condizione ch'ella non gli chieda mai quale sia il suo nome. Gli astanti sono ammirati e commossi. Telramondo accetta di combattere il cavaliere misterioso ("meglio la morte che l'onta!") mentre il Re si prepara a dare inizio al duello. I due contendenti incrociano le spade. Federico viene atterrato in un colpo ma gli viene risparmiata la vita ("ora la tua vita è mia: io te la dono; possa tu consacrarla al pentimento!").
Nel grande coro finale, Lohengrin ed Elsa vengono sollevati sugli scudi e acclamati festosamente dalla folla, mentre Telramondo si getta ai piedi di Ortruda piangendo l'onore perduto.

### Atto II
Scena 1ª Durante la notte, nel cortile del castello di Anversa, Federico e Ortruda siedono allo scuro, sui gradini della chiesa. Federico si scaglia contro la donna, accusandola di essere la sola responsabile della sua rovina:
"Non fu per la tua testimonianza che fui portato ad accusare l'innocente? Non fui punito dal giudizio di Dio?!"
"Chiami Dio la tua viltà?" ribatte Ortruda. "Se il cavaliere rivelasse apertamente il suo nome, svanirebbe il potere che l'inganno gli ha concesso."
Federico – nuovamente soggiogato dalla moglie – viene preso da un'improvvisa e irrefrenabile bramosia di rivalsa. Bisogna agire subito affinché il veleno del dubbio si sparga nel cuore di Elsa.
Scena 2ª Elsa si affaccia al balcone e ricorda l'amore di Lohengrin, prefigurando le nozze imminenti. La interrompe Ortruda, la quale, fingendosi addolorata, le annuncia il pentimento di Federico.
Mentre Elsa, che ingenuamente crede alle parole della donna, rientra nel palazzo, Ortruda invoca l'aiuto delle divinità pagane dei Radbod.

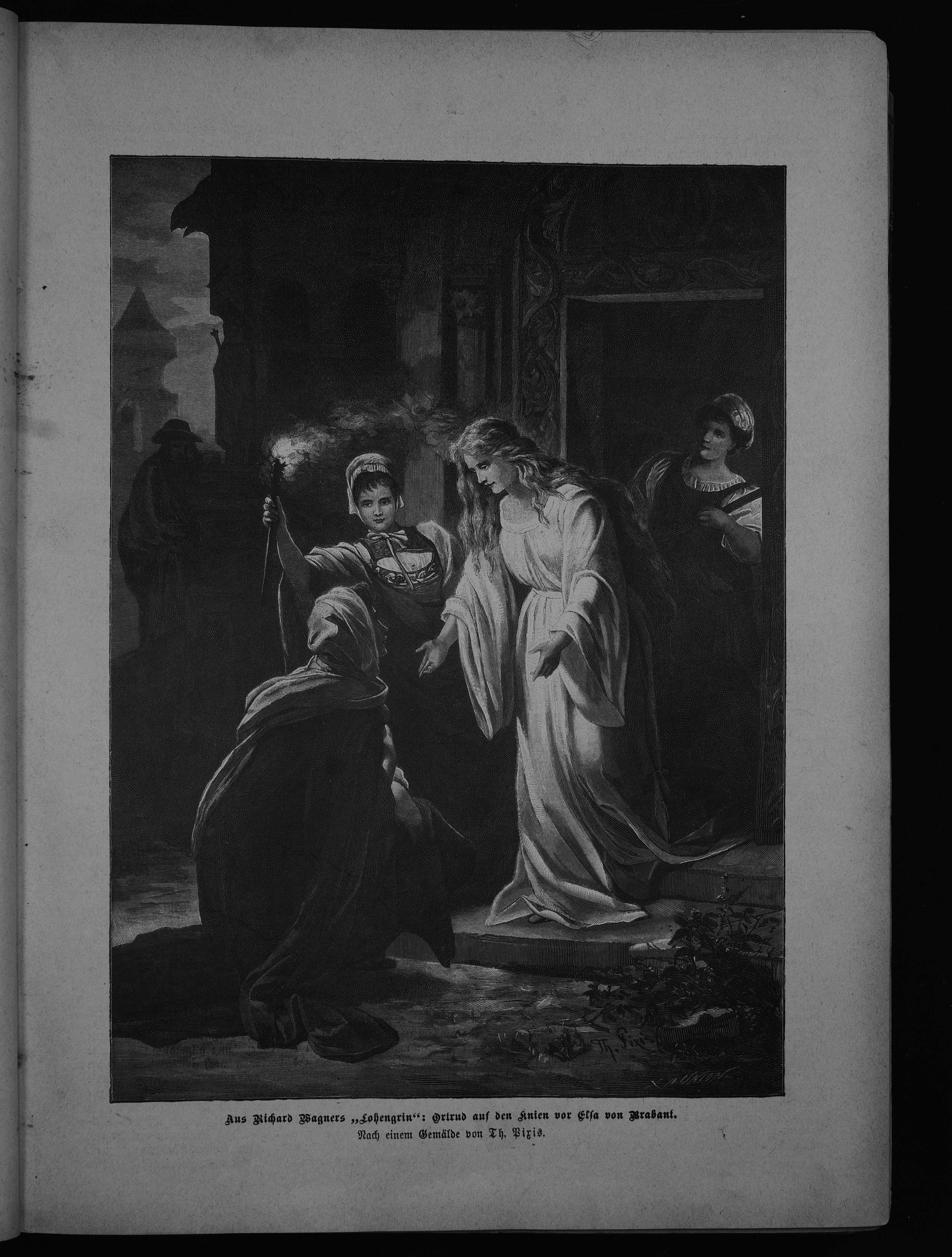
Elsa accoglie Ortruda.

La giovane riappare sulla soglia del palazzo. Subito Ortruda comincia a tessere la propria trama, suggerendo ad Elsa di dubitare del misterioso fidanzato, ma Elsa si difende candidamente:
"Povera, non puoi capire come un cuore possa amare senza incertezza?"
Scena 3ª Spunta il giorno. Le fanfare dei cavalieri risvegliano il castello. L'araldo annuncia l'elezione di Lohengrin a protettore del Brabante e i preparativi delle sue nozze con Elsa. Tra la folla festante, quattro nobili, già vassalli di Telramondo, lamentano l'altrettanto imminente battaglia. Improvvisamente si palesa loro Federico, annunciando l'intenzione di accusare Lohengrin di stregoneria.
Scena 4ª Processione di Elsa nella cattedrale. Il mistico coro del corteo è interrotto dall'intervento di Ortruda, che, con un repentino cambiamento di umore, sfida Elsa in quanto moglie del nobile Telramondo:
"Il nome del mio sposo aveva in patria grande onore. Lo sposo tuo, dimmi, chi lo conosce?! La sua purezza non è quello che sembra!"
Scena 5ª Mentre la folla respinge le accuse di Ortruda, Elsa si rifugia tra le braccia di Lohengrin, che è appena arrivato accompagnato dal Re. Allora Federico irrompe drammaticamente in scena, accusando Lohengrin di menzogna e stregoneria:
"Nome, rango e meriti io gli domando! Possa egli smentire l'inchiesta!"
Lohengrin si volge verso Elsa:
"Elsa, come ti vedo tremare!"
La povera ragazza è ormai straziata dal dubbio.

### Atto III
Scena 1ª Il preludio preannuncia il celebre coro nuziale. A metà dell'inno, si aprono le porte della camera nuziale. Da destra entrano le donne che accompagnano Elsa; da sinistra, gli uomini, che assieme col Re, accompagnano Lohengrin.
Otto donne danzano in cerchio attorno agli sposi, i quali, svestiti della corazza e delle ricche sopravvesti, rimangono infine soli.
Scena 2ª La successiva scena tra i due protagonisti rappresenta il momento culminante della vicenda, che dall'estasi iniziale si stringe in un'ansietà frenetica sempre crescente, poiché Lohengrin muove dal piano della cieca fiducia, mentre Elsa non sa più trattenersi dal porgli la domanda proibita. Dice Lohengrin:
"Dai tuoi occhi appresi l'innocenza… Non dovetti chiedere la tua origine, benché su di te gravasse la terribile accusa…"
Dice Elsa:
"Come si chiama quella parola che – ahimè – non potrò mai usare per rivolgermi all'amato? Permetti al mio labbro di pronunciarla, quando saremo soli, quando mai giungerà all'orecchio del mondo. Se conoscessi il tuo segreto, nessuno me lo potrebbe più strappare! Rendimi orgogliosa della tua fiducia, affinché non ne sia indegna!…"
Allora Lohengrin è costretto a rivelarle una mezza verità, che però non fa altro che accrescere l'incertezza di Elsa nel timore di venire un giorno abbandonata:

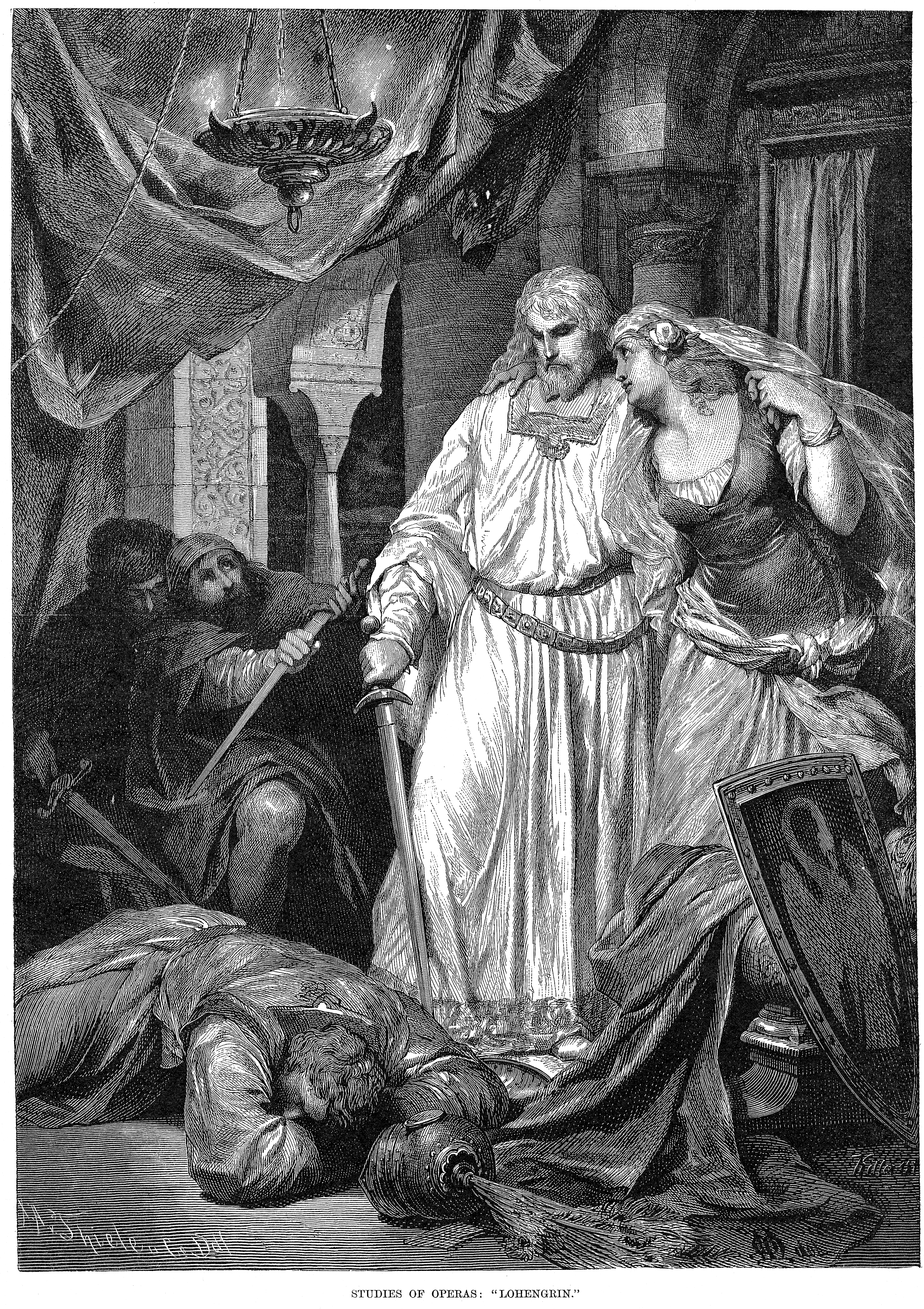
La morte di Telramondo, terzo atto.

"Il tuo amore dev'essere la ricompensa di ciò che rinunciai per te. L'unica cosa che valga il mio sacrificio la vedo nel tuo amore. Non provengo dall'oscurità ma dalla luce e dallo splendore!"
Il dramma si è compiuto. Elsa si sente troppo piccola per compensare questo sacrificio, nonostante Lohengrin desideri farsi amare con semplicità. Improvvisamente, alla domanda proibita "qual è la tua origine?", Federico, credendo che Elsa abbia così reso il suo rivale più debole, entra nella stanza per affrontare il rivale. Senza pronunciare parola, questa volta Telramondo cade ucciso nel rapido scontro.
Scena 3ª Sul prato lungo la Schelda i brabantini sono riuniti per la guerra. Tutti aspettano che il cavaliere d'argento li guidi alla vittoria ma, mostrando la salma di Federico, Lohengrin rivela finalmente la propria origine: egli è il figlio di Parsifal, il re del Santo Graal, sceso sulla terra per combattere il male. In definitiva, Lohengrin non rinuncia ai poteri che gli consentono di diffondere la virtù, per quanto la loro rivelazione lo costringa a ribadire la sua diversità e, di conseguenza, la sua triste solitudine. Invano Elsa, il Re e i cavalieri lo invitano a restare: il cigno è già apparso per riportare Lohengrin a Monsalvato. La perfida Ortruda non gli risparmia quest'ultimo momento:
"Vattene, superbo eroe, perch'io possa svelare con giubilo chi fu a guidarti con la navicella! Imparate come si vendicano gli dei!"
Ma Lohengrin, che l'ha udita, cade solennemente in ginocchio e prega. Per miracolo, il cigno si tuffa nell'acqua ritrasformandosi in Goffredo: ha così fine il potere delle divinità pagane dei Radbod.
"Ecco il duca del Brabante, sia eletto a vostro condottiero!"
Una colomba scende dall'alto e guida la barca lungo il fiume. Mentre Lohengrin si allontana, Elsa cade priva di forze tra le braccia del fratello.

## Brani famosi

### Atto I
- Preludio
- Einsam in trüben Tagen, "Sola in tristi giorni" (Sogno di Elsa)
- Wenn ich im Kampfe für dich siege, "Se in campo io vinco per te"

### Atto II
- Euch lüften, die mein Klagen, "A voi arie, che il mio lamento"
- Inizio della 4ª scena (Processione di Elsa alla cattedrale)

### Atto III
- Preludio
- Treulich geführt, "Fedelmente guidati" (Coro nuziale)
- Das süsse Lied verhallt, "Il dolce canto muore" (Duetto d'amore)
- Höchstes Vertraun, "D'altissima fiducia"
- Ingresso del re Enrico
- In fernem Land, "In paese lontano" (Racconto del Graal)
- Mein lieber Schwan... O Elsa! Nur ein Jahr an deiner Seite, "Mio caro cigno... O Elsa! Un anno solo al tuo fianco" (Addio di Lohengrin)

## Analisi dell'opera

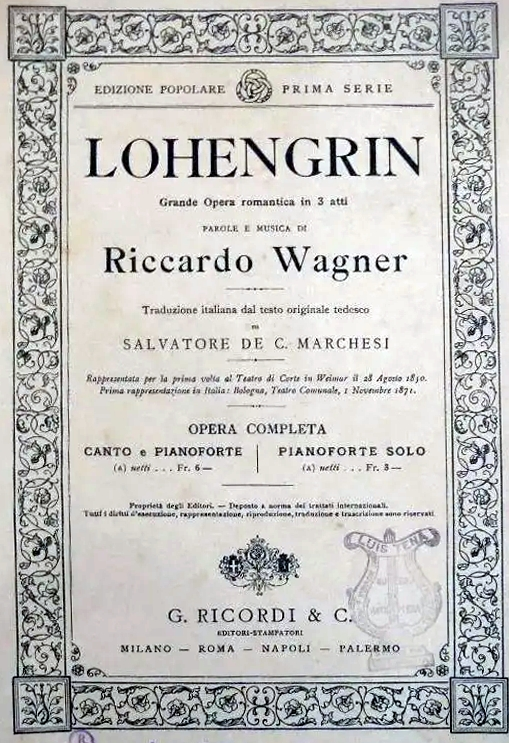
Libretto in italiano, Edizioni Ricordi

Come scrive il critico Carl Dahlhaus, Lohengrin si presenta sotto l'aspetto di una fiaba dal finale tragico, addobbata nelle forme di un dramma storico: estremi che parrebbero escludersi tra loro. In realtà le spoglie sgargianti del dramma storico e le grandi scene di massa che ricordano la grand opéra servono solo per giustificare il finale tragico della vicenda, nella prima metà dell'Ottocento appannaggio di questo genere operistico. Il fatto che il musicista avesse bisogno di simili giustificazioni rivela la residua dipendenza dalla tradizione contro cui egli stesso andava polemizzando (Wagner stesso definiva Lohengrin “un'opera romantica” nel senso convenzionale del termine).
Per quanto riguarda l'elemento fiabesco, Rubens Tedeschi osserva come Lohengrin sia la naturale conclusione di un ciclo cominciato con Le fate, la cui felicità si trasforma ora nella malinconia della rinuncia, nella vaghezza del sogno che non può essere realtà. Mentre nell'opera giovanile l'identità sconosciuta e il divieto di scoprirla figuravano solo quali moventi drammaturgici iniziali, essi si rivelano ora fattori distruttivi che porteranno al tragico finale. Il cavaliere del cigno è l'incarnazione della speranza negata e tuttavia irrinunciabile: Lohengrin è infatti l'unica opera wagneriana che non finisce con una redenzione trasfigurata bensì nel desiderio e nella nostalgia. Messo di fronte a Tannhäuser, Lohengrin se ne distacca appunto per la sua rinuncia al carattere marziale e bellicoso.
Nella Comunicazione ai miei amici (1851), Wagner ha individuato come chiave ermeneutica dell'opera la metafora dell'“artista assoluto”. Come nella trama dell'opera il protagonista impone a Elsa di amarlo per come egli si presenta, senza voler conoscere la sua origine, l'artista prova l'inesprimibile e doloroso desiderio di amare ed essere riamato, senza bisogno di giustificarsi o di rivelare al mondo la sua diversità (l'opera è stata per questo avvicinata alla poesia di Charles Baudelaire L'albatros e ad alcuni passaggi del romanzo di Thomas Mann, I Buddenbrook: decadenza di una famiglia). A Lohengrin-Wagner si oppone il conte di Telramondo, il cavaliere che lotta per l'onore e per il “conformismo borghese” legalmente riconosciuto. Ma l'ombra del dubbio si instaura a poco a poco nel cuore di Elsa, costringendo Lohengrin ad allontanarsi. A fronte di questa lettura, passa dunque in secondo piano la pur presente componente “cristiano-romantica” (rapporto tra la sfera divina e terrena, fra la cristianità primitiva e medievale e gli dei germanici).

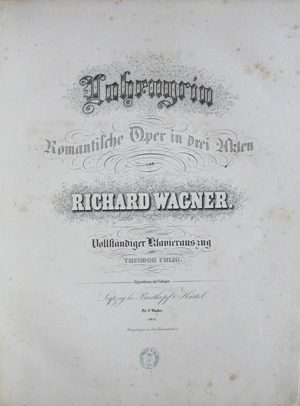
Arrangiamento per piano di Theodor Uhlig dell'opera.

### Analisi musicale
Con Lohengrin Wagner ha definitivamente adottato la tecnica del durchkomponiert, la composizione non è cioè divisa secondo la struttura tradizionale in arie, recitativi e cori, ma si sussegue senza interruzione. Troviamo tuttavia dei frammenti, piuttosto estesi e complessi, come il sogno di Elsa, che ricordano ancora la forma dell'aria.
L'aura luminosa della partitura è creata dalla lunghezza belliniana della melodia, dove l'azione dei leitmotiv è assai ridotta. I temi conduttori, che caratterizzeranno di lì a poco la Tetralogia, sono enunciati come citazioni occasionali (ad esempio, il leitmotiv del Graal e il motivo del divieto della domanda) ripetendo il modello del Tannhäuser e de L'olandese volante.
È perciò tradizione indicare il Lohengrin come l'ultimo dei lavori di Wagner per il quale può essere utilizzato il termine "opera", in antitesi alla produzione successiva per la quale è preferibile usare il termine "dramma musicale".
Per contro, sempre dal punto di vista musicale, in Lohengrin è presente una scena che si rivela essere già autenticamente “wagneriana”. Si tratta del dialogo tra Ortruda e Telramondo all'inizio del secondo atto, confermando come in Wagner la modernità stilistica appartenga al mondo dei “cattivi” (Venere, Ortrud, Beckmesser, Klingsor). Carl Dahlhaus osserva che nella parte centrale di questo dialogo - “Du wilde Seherin” - la condotta melodica della voce oscilla tra il recitativo e l'arioso senza soluzione di continuità. Ritmicamente tale condotta è irregolare: il principio di corrispondenza ritmica è abbandonato. A bilanciare la dissoluzione della quadratura e a coagulare la struttura compositiva intervengono però i temi conduttori: la melodia è continuamente intessuta dai leitmotiv, proprio come accade nella Tetralogia.

#### Preludio
Alla celebrità dell'opera concorrono soprattutto il famosissimo coro nuziale e il preludio del primo atto, che curiosamente fu scritto per ultimo. A proposito di questo “volo d'angeli”, Gualtiero Petrucci nel suo Manuale wagneriano scrisse:
(Gualtiero Petrucci)
Da parte sua, Charles Baudelaire descrisse le sensazioni che questa introduzione orchestrale produsse in lui dopo averla ascoltata per la prima volta durante i concerti parigini del 1860:
(Charles Baudelaire)
Nel preludio del Lohengrin si abbandona per la prima volta il modello dell'ouverture pot-pourri - nel quale i temi principali vengono rielaborati in una sorta di forma di sonata - per sviluppare un tema centrale dell'opera. Nell'incipit, il motivo del Graal e l'anticipazione del motivo del cigno, sono eseguiti da quattro violini. Il grandioso crescendo, affidato prima al registro più acuto dei violini, quindi ai legni e ai corni, per culminare con il timbro maestoso degli ottoni, descrive la visione del lento avvicinarsi del Santo Graal, salvezza degli uomini, la visione di esso, in tutto il suo splendore, quindi il suo successivo allontanarsi, tratteggiato nuovamente dal piano mistico dei violini.

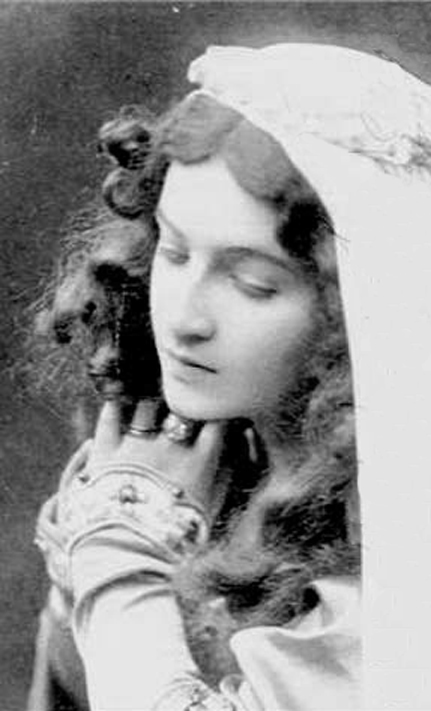
Maria Kuznetsova come Elsa, 1905.

#### Atto I
L'annuncio dell'araldo, il discorso del re e l'accusa rivolta da Telramondo sono accompagnati da una musica "massiccia, carica di gesti violenti […] quanto di più contrastante si possa immaginare dal rapimento estatico del preludio".
Per accompagnare l'ingresso del sovrano, Wagner fece costruire un gruppo di quattro trombe speciali, accordate in do maggiore:
Quando Telramondo nomina Ortruda, l'orchestra si fa improvvisamente muta: violoncelli e contrabbassi accennano quindi, in un passaggio che ricorda il recitativo della Nona sinfonia di Beethoven, al risentimento della terribile antagonista.
In contrasto con la fierezza e la marzialità degli ottoni della prima scena, le voci sommesse del coro annunciano all'inizio della seconda scena l'ingresso di Elsa. L'iniziale silenzio della fanciulla, percorso dalle note dell'oboe e del corno inglese, strumenti che ne esprimono l'ingenuità e l'innocenza, viene interrotto con la narrazione del sogno: risuonano in successione il leitmotiv del Graal, eseguito dagli archi nel registro alto, accompagnati con estrema delicatezza dai fiati, dall'arpa e una tromba solista, il tema di Lohengrin e quello del suo trionfo, sfumati come il ricordo di un sogno. Mano a mano, la crescente speranza è espressa dai caldi suoni degli ottoni.
La forma scelta da Wagner per il “sogno di Elsa” è quella del Lied. Le tre strofe, la prima dal candore simmetrico schubertiano, la seconda, introdotta da una scala ascendente con la quale il flauto suggerisce un senso di elevazione, la terza, una marcia incantata ormai permeata dalla visione dell'eroe, sono intervallati dai commenti degli uomini, dai preoccupati appelli del re e dai commenti sprezzanti di Telramondo.
Alla duplice chiamata dell'araldo rispondono però solo le frasi dall'andamento tortuoso del clarinetto basso, che sembra insinuare la mendacità delle affermazioni della fanciulla.
Accade dunque un miracolo: dal la bemolle maggiore, tonalità associata a Elsa, si passa al la maggiore, tonalità di Lohengrin. In un crescendo dell'orchestra quasi rossiniano, annunciato dall'agitato tremolando degli archi e dal regale suono delle trombe, tra le parole dell'incredulo coro, appare Lohengrin. Le prime parole dell'eroe sono rivolte, sulle note del celebre motivo del cigno, al nobile uccello che gli ha fatto da guida - “Nun sei bedankt, mein lieber Schwan!”; al suono delle trombe, saluta quindi re Enrico, annunciando la ragione della propria venuta. Risuonano le note del preludio, ma l'idillio della reciproca contemplazione tra Elsa e l'eroe viene interrotto dal tema del divieto, nuovamente nella tonalità di la bemolle maggiore, ripetuto la seconda volta con l'aggiunta degli archi, a rimarcare l'imperatività dell'ardua condizione posta alla fanciulla.
Le sequenze che seguono, altamente descrittive, risentono del rigido modello della grand opéra. Wagner narra con attenzione la richiesta al re di dettare le regole della tenzone, i gesti rituali dei tre nobili sassoni, l'appello di Enrico l'Ucellatore a Dio (l'unico passaggio dell'opera in tempo ternario), i tre attacchi e la vittoria, accolta dal coro giubilante, sommerso dall'orchestra al culmine dell'eccitazione. Riserva però uno spazio anche al dolce canto di gioia di Elsa, la quale si abbandona infine sul petto di Lohengrin.

#### Atto II
La plumbea introduzione preannuncia il ruolo da protagonista che avrà Ortruda nel secondo atto. In luogo dell'aereo timbro dei violini, risuona il minaccioso tema della regina, eseguito dai violoncelli nel registro grave, accompagnati dal rullare ostinato del timpano. Di tanto intanto si odono le trombe e le festose fanfare provenienti dal palazzo, le cui finestre, vivacemente illuminate, sono fissate dalla donna. Alla dodicesima battuta, dopo l'intervento delle trombe, risuona l'accordo di settima diminuita, tradizionalmente legato al soprannaturale. Ritorna il motivo della domanda, richiamato dal corno inglese e dal clarinetto basso. La musica, ipnotica nella ripetitività circolare del motivo, è psicologica, e non più descrittiva: l'orchestra dipinge non ciò che accade in scena, ma l'animo corrotto di Ortruda.
Telramondo si lancia in un'amara recriminazione, tratteggiata dai violini che eseguono scale ascendenti di semicrome: la musica è affannosa e frammentata e i martellanti accordi finali suggeriscono ancora di più l'impotenza del malcapitato. Risuona improvvisamente una vivace musica dal palazzo, quasi a farsi beffa di lui.

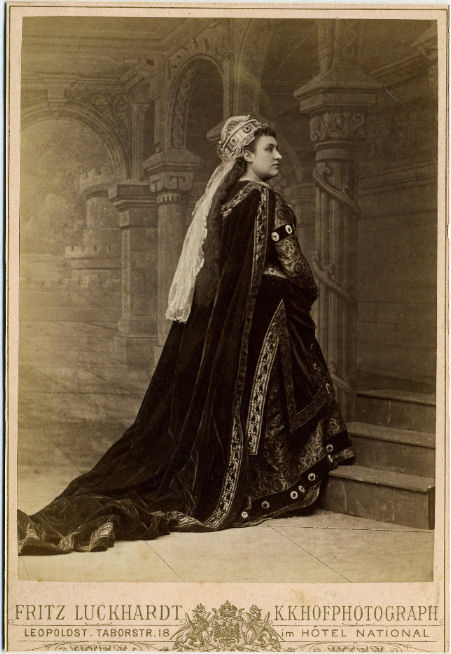
Amalie Materna come Ortruda, 1885.

Ortruda ricomincia a tessere subito la propria trama, promettendo di riscattare l'onore del marito. Sotto la calma ostentata della donna, risuonano però accordi sospetti dei fiati.
Sulle note di una scala cromatica discendente, quasi un accenno al leitmotiv del sonno magico di Brunilde, comincia la scena più moderna, dal punto di vista musicale, di tutta l'opera.
L'incantesimo che lega Telramondo è descritto dalle armonie dell'orchestra che iniziano a muoversi senza un centro: si passa dal recitativo alla modulazione tipica dell'aria.
Vari leitmotive (quello di Ortruda, il tema della magia e quello della domanda) creano una fitta trama che ridona unitarietà alla condotta ritmica irregolare.
Il risultato è una scena spettrale, al pari del clima creato da Carl Maria von Weber ne Il franco cacciatore.
Alla fine i due si abbandonano, quasi posseduti, nel tremolando degli archi, in un duetto all'ottava, drammaticamente efficace quanto legato alla tradizionale struttura operistica, simbolo dell'avvenuta sottomissione dell'uomo alla maga.
I legni, con suono etereo, annunciano l'apparizione di Elsa al balcone della Kemenate (l'abitazione delle donne). La giovane si rivolge, accompagnata dal dolce suono del flauto, agli aliti di vento - “Euch Lüften, die mein Klagen” - in un notturno più posato e sereno del Lied del primo atto. Un abbozzo del tema della processione preannuncia le nozze tra i due amanti.
Le parole piene d'amore di Elsa sono ben presto interrotte dai commenti di Federico e Ortruda. Allontanato il marito, al sinistro accordo dei corni smorzati, Ortruda si palesa con fare ipocrita: spesso la musica che l'accompagna cambia a seconda dell'interlocutore che ha davanti. Accompagnata dall'oboe e dal corno inglese, con abilità retorica riesce a farsi invitare all'interno.
Non appena Elsa rientra nel palazzo, la ferocia repressa dalla maga scoppia in un'invocazione agli dei pagani: l'improvviso balzo della voce si conclude in uno stridente fortissimo dell'orchestra. Nuovamente il flauto, con una scala discendente, accompagna l'ingresso di Elsa e delle ancelle.
Mentre Elsa, con ingenui slanci lirici che altro effetto non hanno che irritare Ortruda, cerca di convertirla al vero amore, la maga, mentre le insistenti viole accennano al tema del divieto, comincia a instillare il germe del dubbio. Mentre la fanciulla si muove tra intervalli diatonici, la donna canta nuovamente sull'accordo di settima diminuita, suggerito dal fagotto. Anche Elsa cade brevemente in balia dell'“accordo del soprannaturale” ma ritrova subito la propria sicurezza abbandonandosi, nel duetto finale, nel mellifluo crescendo degli archi. La voce di Ortruda, seppur superata dalla potenza dell'orchestra, simbolo della fede di Elsa, continua invece a muoversi nel registro basso. Dopo che le donne sono entrate nel palazzo, appare brevemente Telramondo pregustando il proprio futuro trionfo.
La sequenza successiva descrive il lento sorgere del giorno. La musica torna ad essere esteriore e descrittiva: dalle torri si rincorre il suono della diana che infonde ottimismo e serenità.
Quando i quattro trombettieri del re suonano l'appello, si passa brevemente al do maggiore, per tornare subito alla tonalità iniziale, re maggiore. Una scala ascendente accompagna l'ingresso dei vassalli brabantini: il coro, con i suoi contrappunti in stile fugato, torna dunque a essere il fulcro dell'azione. Solo quando interviene l'araldo nel declamare il volere del re, coro e orchestra sembrano placarsi. Affiora poi il tema di Lohengrin e sulle note del tema del Graal, suggerite dagli ottoni, l'araldo annuncia le intenzioni del “protettore del Brabante”.
Il tremolando degli archi accompagna le fugaci parole dei quattro nobili rimasti fedeli a Terlamund. Il conte si svela loro ma è costretto subito a celarsi quando, in un progressivo crescendo, appaiono i paggi: annunciano l'imminente passaggio di Elsa.
I legni accompagnano con dolcezza la processione verso la cattedrale; si aggiungono via via gli archi, il coro e tutta l'orchestra. Il brusco movimento di Ortruda coglie tutti di sorpresa: torna repentinamente l'accordo di settima diminuita, mentre la donna reclama la precedenza sulla promessa sposa ad un ignoto straniero.
Elsa reagisce difendendo l'amato, supportata dall'intero coro, la cui voce si muove fra esultanti sestine.
La melodia cerca di essere spavalda, ma il palpitare dei legni ben descrive la reale agitazione della fanciulla.

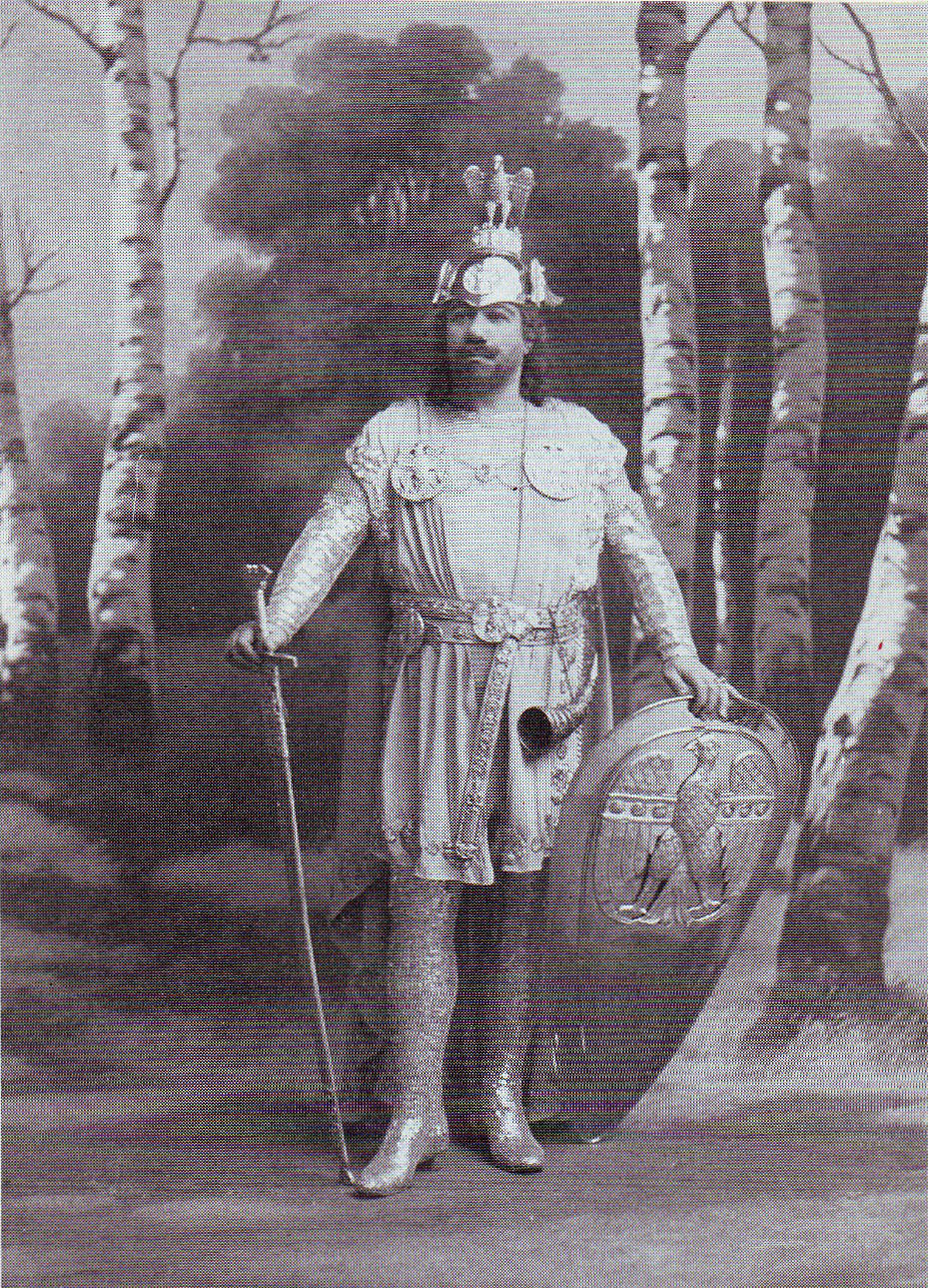
Francisco Viñas come Lohengrin, 1892.

L'attacco decisivo della maga è interrotto dall'arrivo del re, di Lohengrin e dei nobili sassoni, annunciati dallo squillo delle trombe e dalla melodia, qui bruscamente interrotta, che aveva accompagnato la miracolosa apparizione dell'eroe nel primo atto.
I lugubri toni dei legni accompagnano le parole di Lohengrin e proprio quando egli cerca di ricondurre la fanciulla sulla via per la cattedrale, di nuovo un antagonista si frappone. Federico balza, infatti, sulla scalinata e, tra le gravi note degli ottoni, accusa lo straniero di stregoneria.
È questo il momento cardinale dell'opera: in un elaborato ensemble de perplexité (situazione scenica di grande sbalordimento di tutti i personaggi), l'azione si arresta.
Proprio nel momento in cui l'eroe ribatte con più ardore alle parole dell'avversario, si accorge che il dubbio attanaglia ormai la sua promessa sposa.
Risulta ironico l'acritico intervento del coro: risuonano infatti il tema del divieto e di Ortruda.
Nonostante le rassicurazioni del re, il vero sentire di Elsa è suggerito dai lancinanti commenti dei legni.
Attraverso un sapiente climax la scena volge comunque verso il lieto fine: Telramondo è respinto e la processione riprende al suono dell'organo, proveniente dall'interno.
Ma con un ultimo coup de théâtre Wagner descrive l'angoscia di Elsa la quale, proprio sulla soglia della chiesa, si accorge di Ortruda che solleva trionfalmente le mani. Trombe e tromboni accennano al motivo della domanda, tracciando con la tonalità di fa minore una lunga ombra sulla dominante luminosità del do maggiore.

#### Atto III
Lo splendore musicale del preludio del terzo atto, la descrizione del magnifico tumulto della festa nuziale, ha reso questa pagina una fra le più celebri dell'opera.
In quest'ultimo atto, in realtà il primo ad essere stato composto, la musica scorre più agile: un lirismo diffuso pervade le tre scene, che si susseguono in modo lineare, rimanendo “sulla superficie”, senza approfondire come nei primi due atti l'analisi psicologica dei protagonisti.
Il celeberrimo coro nuziale, le cui note sono annunciate già nel preludio, appare fragile e quasi avulso dal quadro drammatico della storia. L'incedere ripetitivo della marcia sembra prefigurare l'esito fatale degli oscuri eventi dell'atto precedente.
Il passaggio dal si bemolle al mi maggiore segna l'inizio della seconda scena: i primi momenti che i due amanti vivono da soli. Accompagnato prima dal clarinetto solo, poi dall'oboe, Lohengrin esprime con tenera devozione il proprio amore - “Das süsse Lied verhallt”.
L'eroe, nonostante si sia liberato della corazza, rimane però l'essere soprannaturale che abbiamo conosciuto negli atti precedenti,
e quando anche Elsa si unisce al dolcissimo canto, le due voci risuonano in successione, più che all'unisono, in un duetto sereno ma distante, ingenuo.
Dopo un brusco cambiamento nel ritmo degli archi, Elsa, schiacciata dal peso della perfezione dello sposo, chiede, nascondendo la propria vergogna, di poter essere messa anch'essa alla prova, magari conoscendo il nome dell'amato:
"Mi fosse lecito averlo in mio potere, nessuna minaccia certo me lo strapperebbe, per te la morte io vorrei affrontare!"
Si ode improvvisamente il tema di Ortruda, che la stessa Elsa intona in versione diatonica.
Lohengrin risponde con un'aria a metà tra la predica (inizialmente “severo e grave, arretrando di alcuni passi”) e l'esaltazione adolescenziale (“rapido si volge nuovamente con tenerezza ad Elsa”, e poi “con fuoco”).
La musica esprime la sua sicurezza, quasi incoscienza: è questo l'effetto della marcetta che accompagna le parole con le quali Lohengrin si dice pronto a rinunciare a tutto, pur di rimanere con la giovane.
Poco prima del duro monito finale risuona anche il tema della domanda.
Il crescendo della paura dei Elsa è reso con notevole naturalezza. Improvvisamente, la musica si arresta, la fanciulla ha un'inquietante allucinazione (“Eppure là... il cigno... il cigno!”).
In un precipitoso crescendo, si arriva inevitabilmente alla fatidica domanda, seguita dal subitaneo guizzare delle lame di Lohengrin e Telramondo .
I rintocchi di timpano e il raschiare dei violoncelli segnano il ritorno alla realtà. Il commento di Lohengrin è lapidario:
"Ahimè! Perduto è ormai ogni nostro bene!"
Ritorna il tema del duetto d'amore: è nuovamente intonato dal clarinetto solo, poi dall'oboe, ma bruscamente interrotto. Dati gli imperiosi ordini ai vassalli del conte, Lohengrin rivolge con solenne tristezza brevi indicazioni alle donne accorse al capezzale di Elsa.
Le intenzioni dell'eroe sono tradite dall'oscura conclusione degli ottoni, che richiamano il tema del divieto, ormai violato, della domanda.
Vi è a questo punto un drastico cambio di scena.
Wagner riesce con maestria a descrivere il sorgere del sole sulla prateria presso la riva della Schelda: risuonano i richiami di corni e trombe.
Prima risuona la tromba in mi bemolle, quindi in successione re, fa, mi.

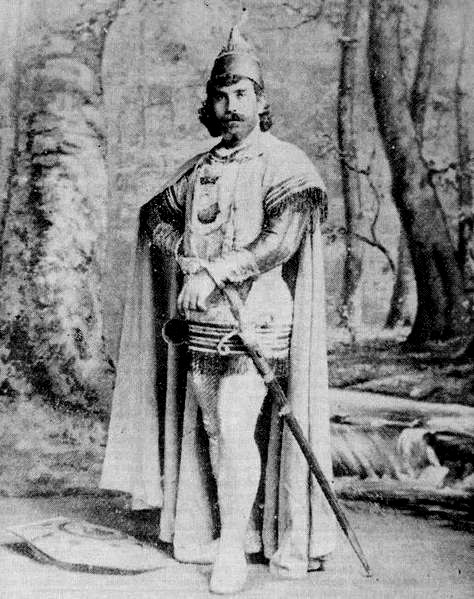
Joseph O'Mara come Lohengrin, 1894–1895.

Introdotto dal regale suono delle trombe in do maggiore, fa il proprio ingresso re Enrico.
Il suo discorso ai nobili brabantini, un sereno appello al valore guerriero della “tedesca spada”, è accompagnato dal caldo suono degli ottoni.
Il tremolando dei violini annuncia l'ingresso del feretro di Terlramud, turbando la sicurezza del re e degli uomini.
Fanno quindi il proprio ingresso Elsa e il suo seguito.
Risuona il tema della domanda, quindi, in rapida successione, le note che avevano accompagnato il miracoloso arrivo di Lohengrin nel primo atto.
Questa volta, però, l'eroe non giunge per combattere, come crede il sovrano e la nobiltà di Brabante, ma per annunciare la propria defezione: il motivo precipitoso che aveva accompagnato le parole di questi ultimi si spegne alle prime parole del cavaliere.
La successiva aria di Lohengrin - “In fernem Land” - ci riporta all'inizio dell'opera: ritorna, scintillante, il tema del Graal, a introdurre la celebre narrazione delle origini del cavaliere. Le prime frasi, più bilanciate, lasciano spazio in seguito a un andamento più libero, in un intreccio tra la flessibile parte vocale (tra arioso e declamazione) e la parte orchestrale “che non accompagna”. Lohengrin perde per la prima volta il proprio aplomb: “singhiozza su tremoli e armonie cromatiche”.
Nella seconda parte dell'aria, così come prevista già nella bozza del 1845, si sarebbe dovuto narrare anche l'inizio della missione del cavaliere. Wagner, in una lettera inviata a Liszt poche settimane prima del debutto assoluto dell'opera, chiese che le cinquantasei battute non fossero eseguite e che il testo fosse rimosso dal libretto. Alla base di questa scelta, il carattere forse eccessivamente didascalico delle cinque quartine (nella lettera, il compositore parla di «effetto raggelante che potrebbe avere sul pubblico»). Tra i temi sviluppati in quest'ultima parte, spiccava naturalmente quello di Lohengrin, quasi una ripresa della scena dell'arrivo, nel primo atto.
Si elevano le accorate suppliche del re, del coro, di Elsa. Lohengrin risponde con una rassicurante predizione: sulle note del precedente discorso del re, annuncia che “contro la Germania giammai nei più lontani giorni a venire, le orde d'oriente trarranno vittoriose”.
Ritorna l'angosciosa melodia della visione di Elsa del secondo atto e questa volta, tra gli spaventati accenti del coro, il cigno appare realmente. A lui si rivolge di nuovo il cavaliere dall'armatura argentea. Le parole d'addio di Lohengrin sono però interrotte dal selvaggio giubilo di Ortruda: il suo slancio passionale e distruttivo è definitivamente "esorcizzato" dal tema del Graal e dalla miracolosa trasformazione dell'animale nel giovane duca di Brabante.
Il cavaliere del cigno si allontana velocemente sulla navicella trainata da una colomba, accompagnato dalle stesse note del proprio arrivo e a nulla vale il disperato appello di Elsa, la quale cade al fine, esanime, tra le braccia di Goffredo.

## Fortuna e principali rappresentazioni
La prima rappresentazione assoluta ebbe luogo a Weimar, in Germania, il 28 agosto 1850 allo Hoftheater con la direzione di Franz Liszt, amico e fervido sostenitore di Wagner. La data della prima fu scelta dallo stesso Liszt in onore del più illustre cittadino adottivo di Weimar, Johann Wolfgang von Goethe, nato il 28 agosto 1749 a Francoforte sul Meno. Le risorse e gli spazi disponibili per la prima furono inadeguati: carenti, riportano le fonti, erano le qualità del coro e dell'orchestra (composta di solo trentotto elementi), e neanche gli interpreti si dimostrarono all'altezza della monumentalità dell'opera.
Bisogna aggiungere che il compositore non poté assistere alla prima né curarne l'allestimento, poiché esiliato a seguito dei moti di Dresda del 1849. Dirigerà nel decennio seguente estratti dell'opera in forma di concerto a Zurigo (1853), Londra (1855), Parigi e Bruxelles (1860), ma riuscirà ad assistere a una sua messa in scena soltanto nel 1861, a Vienna: 
Nonostante le carenze della prima messa in scena, Lohengrin ebbe un successo immediato: diversi brani divennero assai celebri, tra questi i preludi degli atti primo e terzo, l'aria del protagonista “In fernem Land” e il coro nuziale (erroneamente noto come “marcia nuziale”), eseguito tradizionalmente durante i matrimoni nel mondo occidentale. Solo la marcia composta da Felix Mendelssohn Bartholdy per il terzo atto del Sogno di una notte di mezza estate è forse più nota. Benché la musica costituisse una sfida per il pubblico abituato all'opera tradizionale, Lohengrin divenne dunque una delle opere più conosciute del compositore. Wagner, però, ormai proiettato verso il progetto della Tetralogia, ne visse il successo non senza fastidio, anche per il fatto di non riuscire a imporre un proprio controllo sul proliferare delle rappresentazioni.

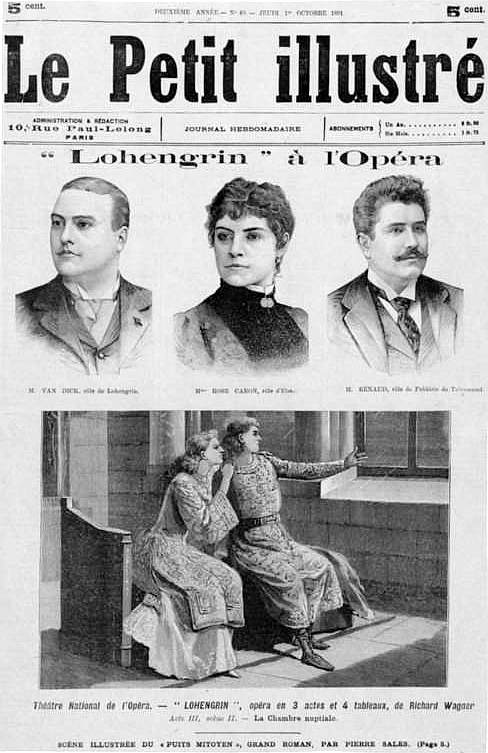
Interpreti e prima scena dell'atto III della prima parigina dell'opera su Le Petit illustré.

In Belgio fu per la prima volta eseguita al Théâtre de la Monnaie il 22 marzo 1870 in francese con Étienne Troy nel ruolo di Federico e Feliciano Pons di Enrico l'Uccellatore. La prima statunitense ebbe luogo al Bowery Amphitheatre di New York, il 3 aprile 1871. Diretta da Adolf Neuendorff, vide come interpreti Theodor Habelmann (Lohengrin), Luise Garay-Lichtmay (Elsa), Marie Frederici (Ortruda), Adolf Franosch (Enrico l'Uccellatore) e Edward Vierling (Telramondo).
Altra importante rappresentazione fu quella al Teatro Mariinskij il 16 ottobre 1868. La prima britannica del Lohengrin si tenne presso la Royal Opera House, l'8 maggio 1875, nella versione tradotta in italiano da Salvatore Marchesi. Si esibirono, diretti da Augusto Vianesi, Ernesto Nicolini (Lohengrin), Emma Albani (Elsa), Anna D'Angeri (Ortruda), Victor Maurel (Federico) e Wladyslaw Seideman (Enrico) e sempre con Maurel e la Albani diretta da Vianesi il 3 novembre dello stesso anno al Theatre Royal di Glasgow ed il 16 dicembre al Queen's Theatre di Edimburgo.
La prima australiana fu al Prince of Wales Theatre di Melbourne il 18 agosto 1877. Fu presente nel cartellone della stagione inaugurale del Metropolitan (7 novembre 1883). Cantato in italiano, sempre con la direzione di Vianesi, vide tra gli interpreti Italo Campanini nel ruolo principale, Christina Nilsson in quello di Elsa, Emmy Fursch-Madi fu Ortruda, Giuseppe Kaschmann Telramondo, Franco Novara Enrico l'Uccellatore.
Lohengrin fu rappresentato per la prima volta in Francia all'Eden-Théâtre di Parigi, il 30 aprile 1887. Charles Lamoureux diresse in tale occasione la versione francese curata da Charles-Louis-Etienne Nuitter. Gli interpreti furono Ernest van Dyck (Lohengrin), Fidès Devriès (Elsa), Marthe Duvivier (Ortruda), Emil Blauwaert (Federico) e Félix-Adolphe Couturier (Enrico).
L'opera era stata in realtà rappresentata già nel 1881, in forma privata, al Cercle de la Méditerranée Salon a Nizza, in una serata di beneficenza organizzata da Sophie Cruvelli, la quale si esibì nel ruolo di Elsa.
La prima rappresentazione all'Opéra national de Paris è stata il 16 settembre 1891.
La prima canadese, all'Opera di Montréal, avvenne il 7 gennaio 1888, vide Emma Albani nel ruolo di Elsa. Il Palais Garnier presentò l'opera per la prima volta il 16 settembre seguente con van Dyck nel ruolo di Lohengrin, Rose Caron di Elsa, Caroline Fiérens-Peters di Ortruda, Maurice Renaud di Federico e Charles Douaillier di Enrico.

### Lohengrinin Italia
Fino al 1871, mai un'opera wagneriana era stata portata sulle scene italiane. Milano, Firenze e Napoli avevano scartato l'ipotesi: la musica del compositore di Lipsia era vista come troppo distante e incomprensibile, musica d'avanguardia, proiettata verso l'avvenire.
Vi era tuttavia chi non la pensava in questo modo: Camillo Casarini, allora sindaco di Bologna, lottò strenuamente per portare al Comunale un'opera del compositore tedesco. L'impresa non si presentava certo come agevole: i cattolici, attraverso il giornale L'Ancora, si opponevano fermamente alla rappresentazione, mentre il pubblico e la critica mantenevano un gusto di impronta rossiniana. Il sindaco non si diede per vinto e l'intercessione dell'influente impresario Emilio Lambertini riuscì a imporre l'introduzione del Lohengrin, naturalmente in italiano (di Salvatore Marchesi), nel programma autunnale del teatro. Bologna divenne da quel momento centro propulsore del wagnerismo in Italia.

Italo Campanini

Alla prima, la sera del 1º novembre, la sala era gremita e tra il pubblico erano presenti anche personalità come Enrico Panzacchi e Alfredo Oriani. La direzione fu affidata al maestro Angelo Mariani, mentre la parte di Lohengrin fu ricoperta da Italo Campanini, poi specializzatosi nel ruolo. Bianca Blume (Elsa), Maria Löwe Destin (Ortruda) Pietro Silenzi, (Federico di Telramondo), Giuseppe Galvani (Enrico l'Uccellatore) e Ludovico Buti (araldo) diedero ulteriore lustro alla rappresentazione, replicata nelle sere seguenti per quattordici volte. Il successo fu tale che il 31 maggio 1872 il Consiglio municipale assegnò a Wagner la cittadinanza onoraria.
Anche Verdi, in quei giorni impegnato a Milano nell'allestimento della prima europea di Aida, decise di assistere alla replica del 19 novembre alla quale era presente anche Arrigo Boito.
Seguì l'opera da un palco (il n. 23 di seconda fila) annotando su uno spartito, tuttora conservato nella villa di Sant'Agata, le proprie impressioni. Le annotazioni sono centoquattordici, fra cui settantotto di severo biasimo, specie per il direttore d'orchestra e per il preludio (“bello ma riesce pesante per le continue note acute dei violini”).
Nonostante ciò, dodici anni dopo, alla notizia della morte di Wagner, è proprio il Lohengrin che il compositore di Busseto ricorda nella celebre lettera a Giulio Ricordi: 
(Giuseppe Verdi)
L'8 dicembre del 1871 l'opera venne presentata a Firenze, al Teatro Pagliano.
Al Teatro Regio di Torino, Lohengrin fu rappresentato per la prima volta il 14 marzo 1877 sotto la direzione di Carlo Pedrotti. Tra gli interpreti, oltre a Campanini, protagonista anche a Firenze, Romilda Pantaleoni (Elsa), e Giuseppe Kaschmann.
A Roma il debutto avvenne il 3 gennaio 1878 al Teatro Apollo. La prima al Teatro di San Carlo diretta da Giuseppe Martucci fu il 26 febbraio 1881.
A Venezia, al Gran Teatro La Fenice arrivò il 31 dicembre dello stesso anno (direzione di Emilio Usiglio).
Al Regio di Parma la prima fu il 25 dicembre 1883 (direzione di Vittorio Maria Vanzo).
Il Teatro alla Scala inserì per la prima volta l'opera nel proprio cartellone il 30 marzo 1873, rappresentazione che vide Campanini nel ruolo di Lohengrin, Gabrielle Krauss in quello di Elsa, Philippine von Edelsberg di Ortruda, Victor Maurel di Federico, Gian Pietro Milesi di Enrico l'Uccellatore e Ludovico Buti (araldo) diretta da Franco Faccio.
L'opera ha in seguito aperto la stagione lirica del teatro milanese nel 1981 e nel 2012 (trasmessa da Rai 5 arrivando a 200.000 telespettatori) ed è stata in cartellone per ventuno stagioni con centottanta rappresentazioni.

## Cast della prima rappresentazione assoluta
| Ruolo                                                  | Interprete              |
| ------------------------------------------------------ | ----------------------- |
| Lohengrin                                              | Karl Beck               |
| Elsa di Brabante                                       | Rosa von Milde          |
| Ortruda                                                | Josephine Fastlinger    |
| Federico di Telramondo                                 | Hans Feodor von Milde   |
| Enrico l'Uccellatore                                   | August Höfer            |
| L'araldo del Re                                        | August Ferdinand Pätsch |
| Direttore: Franz Liszt                                 |                         |
| Regia di Eduard Genast, scenografia di Angelo Quaglio. |                         |

## Lohengrine Ludovico II di Baviera

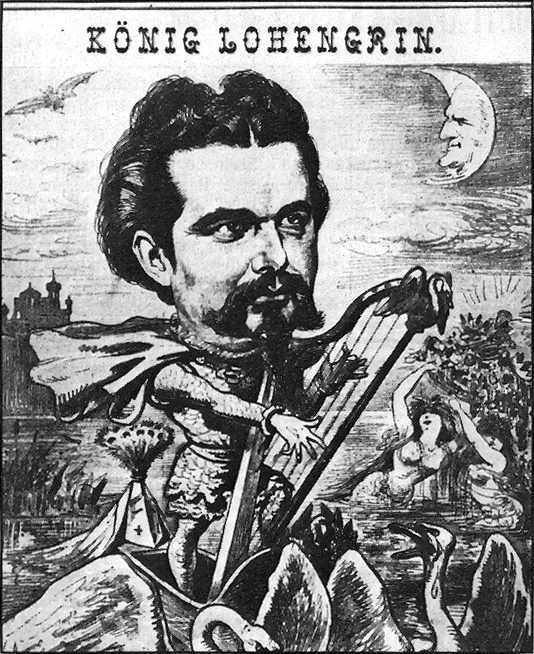
Ludovico II nei panni di Lohengrin sotto una luna dal volto di Wagner. Der Floh, 30 gennaio 1885.

La scena che apre l'opera può essere interpretata come un'esortazione appena velata, rivolta a un principe tedesco, di riunificare la Germania sotto un'unica bandiera. Se da un lato si può ravvisare una critica rivolta a Federico Guglielmo IV di Prussia, il quale invece di muover guerra alle "orde dell'est", stava stipulando la Santa Alleanza con lo zar Nicola I, dall'altro fu letta da molti come un invito al giovane Ludovico II di Baviera.
Il giovane re di Baviera rimase assai colpito da quest'opera e fece in seguito costruire, ispirandosi al protagonista, il Castello della Nuova Pietra del Cigno (Schloss Neuschwanstein, in tedesco).
Il castello può essere considerato un monumento dedicato all'autore, la cui musica era costantemente ammirata e coltivata dallo stesso re, come si può ricavare dai numerosi scambi epistolari che aveva con il compositore. Scriveva in particolare il sovrano, nel maggio del 1868, al compositore: 
(Ludovico II di Baviera)

## Discografia essenziale
| Anno | Cast (Lohengrin, Elsa, Ortrud, Friedrich, Heinrich)                                     | Direttore        | Etichetta           |
| ---- | --------------------------------------------------------------------------------------- | ---------------- | ------------------- |
| 1962 | Jess Thomas, Elisabeth Grümmer, Christa Ludwig, Dietrich Fischer-Dieskau, Gottlob Frick | Rudolf Kempe     | EMI                 |
| 1965 | Sándor Konya, Lucine Amara, Rita Gorr, William Dooley, Jerome Hines                     | Erich Leinsdorf  | RCA                 |
| 1970 | James King, Gundula Janowitz, Gwyneth Jones, Thomas Stewart, Karl Ridderbusch           | Rafael Kubelík   | Deutsche Grammophon |
| 1985 | Plácido Domingo, Jessye Norman, Eva Randová, Siegmund Nimsgern, Hans Sotin              | Georg Solti      | Decca               |
| 1990 | Paul Frey, Cheryl Studer, Gabriele Schnaut, Ekkehard Wlaschiha, Manfred Schenk          | Peter Schneider  | Philips             |
| 1991 | Siegfried Jerusalem, Cheryl Studer, Waltraud Meier, Hartmut Welker, Kurt Moll           | Claudio Abbado   | Deutsche Grammophon |
| 1994 | Ben Heppner, Sharon Sweet, Éva Marton, Sergej Lejferkus, Jan-Hendrik Rootering          | Colin Davis      | RCA                 |
| 1998 | Peter Seiffert, Emily Magee, Deborah Polaski, Falk Struckmann, René Pape                | Daniel Barenboim | Teldec              |

## DVD e Blu-Ray essenziale
- Lohengrin - Schneider/Frey/Studer/Schnaut, regia Werner Herzog, 1991 Deutsche Grammophon
- Lohengrin - Levine/Hofmann/Macurdy/Marton, 1986 Deutsche Grammophon
- Lohengrin - Nagano/Kaufmann/Harteros/BRSO, regia Richard Jones, 2009 Decca